# Gluon
Gluon (tiếng Việt đọc là: Gờ-lu-ông) là hạt cơ bản nằm trong gia đình Boson, nhóm boson gauge. Gluon gồm 8 kiểu hạt khác nhau. Gluon là hạt mang tương tác mạnh.

## Thuộc tính
Gluon là một boson vectơ; giống như photon nó có spin bằng 1. Trong khi các hạt có spin 1 có ba trạng thái phân cực, những hạt boson gauge phi khối lượng như gluon chỉ có hai trạng thái phân cực do bất biến gauge đòi hỏi sự phân cực phải là ngang. Trong lý thuyết trường lượng tử, sự không phá vỡ của bất biến gauge đòi hỏi các boson gauge phải có khối lượng bằng 0 (các kết quả thí nghiệm cho thấy khối lượng của gluon có giới hạn trên chỉ vài MeV/c2). Gluon có tính chẵn lẻ nội tại âm.